# David M. Key
David McKendree Key, född 27 januari 1824 i Greene County, Tennessee, död 3 februari 1900 i Chattanooga, Tennessee, var en amerikansk demokratisk politiker. Han representerade delstaten Tennessee i USA:s senat 1875-1877. Han tjänstgjorde sedan som USA:s postminister (Postmaster General) i republikanen Rutherford B. Hayes kabinett 1877-1880.
Key studerade juridik och inledde 1850 sin karriär som advokat i Tennessee. Han flyttade 1853 till Chattanooga och gifte sig fyra år senare med Elizabeth Lenoir. Paret fick nio barn. Key deltog i amerikanska inbördeskriget i Amerikas konfedererade staters armé och befordrades till överstelöjtnant. Key deltog 1870 i Tennessees konstitutionskonvent. Han kandiderade 1872 till USA:s representanthus utan framgång.
Senator Andrew Johnson avled 1875 och guvernör James D. Porter utnämnde Key till senaten. Presidentvalet i USA 1876 var ytterst omtvistat och till sist kunde republikanen Rutherford B. Hayes tillträda i presidentämbetet som valets segrare. Det ingick i 1877 års kompromiss att en av Hayes ministrar skulle vara en demokrat från sydstaterna. Hayes bestämde sig för att utnämna Key till postminister. Som postminister var han både minister i USA:s regering och chef för det federala postverket. Key avgick 1880 som postminister i samband med att han blev utnämnd till federal domare. Han efterträddes som postminister av republikanen Horace Maynard.
Keys grav finns på Forest Hills Cemetery i Chattanooga.